# Ronald Spelbos
Ronald Spelbos (* 8. Juli 1954 in Utrecht) ist ein ehemaliger niederländischer Fußballspieler und -trainer.

## Spielerkarriere

### Verein
Spelbos begann seine aktive Karriere 1971 bei Hollandia Victoria Combinatie, einem unterklassigen Klub aus Amersfoort. 1973 stieg der Verein ins Profigeschäft ein und benannte sich in SC Amersfoort um. Zur Saison 1974/75 entschied sich Spelbos für einen Wechsel zum AZ Alkmaar '67. Dort hatte er eine sehr erfolgreiche Zeit. Nachdem das Team 1980 Vizemeister der Eredivisie wurde, holte Alkmaar im Folgejahr die Meisterschaft. Im gleichen Jahr gewann der Klub den KNVB-Pokal, der zur Saison 1981/82 verteidigt wurde. Spelbos war in diesen Jahren eine wichtige Stütze im Abwehrverbund und trug wesentlich zum Erreichen der Erfolge bei. Im Sommer 1982 zog es den Innenverteidiger ins Nachbarland Belgien, wo er für zwei Jahre das Trikot des FC Brügge trug. Den einzigen Titel, den Spelbos in diesen zwei Jahren gewinnen konnte, war der Brugse Metten, ein vom Club ausgetragener Pokalwettbewerb.  1984/85 verpflichtete ihn Ajax Amsterdam, und der Verteidiger kehrte in die Heimat zurück. Gleich im ersten Jahr nach der Rückkehr gewann Spelbos den dritten Ligatitel in seiner Spielerlaufbahn. Es sollte sein einziger im Dress der Ajax sein. 1986 und 1987 feierte der Verteidiger noch zweimal den Gewinn des nationalen Pokals. Den größten Erfolg feierte Spelbos dann aber beim Europapokal der Pokalsieger, als er mit seinem Team gegen den DDR-Vertreter 1. FC Lokomotive Leipzig nach einem 1:0-Erfolg den Cup in Händen halten konnte.
1988 gab Spelbos im Alter von 34 Jahren sein Karriereende bekannt. Verletzungen bewogen ihn dazu.

### Nationalmannschaft
Am 10. September 1980 gab Spelbos bei der 1:2-Niederlage gegen Irland sein Debüt für die Oranje. Sieben Jahre später, am 28. Oktober 1987, spielte er letztmals für die Niederlande. Zwar nominierte ihn Rinus Michels später noch für die Fußball-Europameisterschaft 1988, doch wegen Verletzungen sagte Spelbos ab.

## Trainerkarriere
Spelbos begann seine Trainerkarriere bereits 1989 als Assistent von Theo Vonk beim FC Twente Enschede. Während der Saison 1992/93 übernahm er das Amt des Cheftrainers bei NAC Breda. Er führte die Mannschaft auf Rang drei in der Eerste Divisie und erfolgreich durch die Qualifikation zur Eredivisie. Dort wurde er auf Anhieb Siebter. Dies war die beste Platzierung für NAC seit 1969. In der Saison darauf wurde Breda Zehnter. Noch im gleichen Jahr wechselte Spelbos zum Ligakonkurrenten Vitesse Arnheim. Doch wegen Erfolglosigkeit trennte man sich schnell wieder. 1996 übernahm er beim FC Utrecht, wo es ihn aber auch nur ein Jahr hielt, ehe er 1998 für eine Saison zu NAC Breda zurückkehrte. Wegen des drohenden Abstiegs wurde er jedoch noch vor Saisonende wieder entlassen. Dies war Spelbos' bislang letzte Traineranstellung. Anschließend arbeitete er als Ausbilder für den Koninklijke Nederlandse Voetbal Bond und ist 2011 als Chefscout für die niederländische Nationalmannschaft tätig.

## Erfolge

### Als Spieler
- KNVB-Pokal mit AZ Alkmaar '67: 1981, 1982
- Meister der Eredivisie mit AZ Alkmaar '67: 1981
- KNVB-Pokal mit Ajax Amsterdam: 1986, 1987
- Meister der Eredivisie mit Ajax Amsterdam: 1985
- Europapokal der Pokalsieger mit Ajax Amsterdam: 1987

### Als Trainer
- Aufstieg in die Eredivisie mit NAC Breda: 1993